# Minerwina
Minerwina, Minervina (III/IV w.) – pierwsza żona lub konkubina (do 307) Konstantyna I Wielkiego.
Z późniejszym imperatorem miała ok. 303 jego najstarszego (pierworodnego) syna Kryspusa, przewidywanego na legalnego następcę. Kiedy w 307 Konstantyn panujący wówczas jako cezar w zachodniej części cesarstwa (Galii, Brytanii i Hiszpanii), zawarł sojusz z rządzącymi w Italii Maksymianem i jego synem Maksencjuszem, zerwał związek z Minerwiną i poślubił Faustę, córkę Maksymiana. 
Dalszy jej los i data zgonu pozostają nieznane. Brak też jakichkolwiek źródeł ikonograficznych; nie istnieją żadne monety emitowane w jej imieniu.